# 灣仔錫克教廟

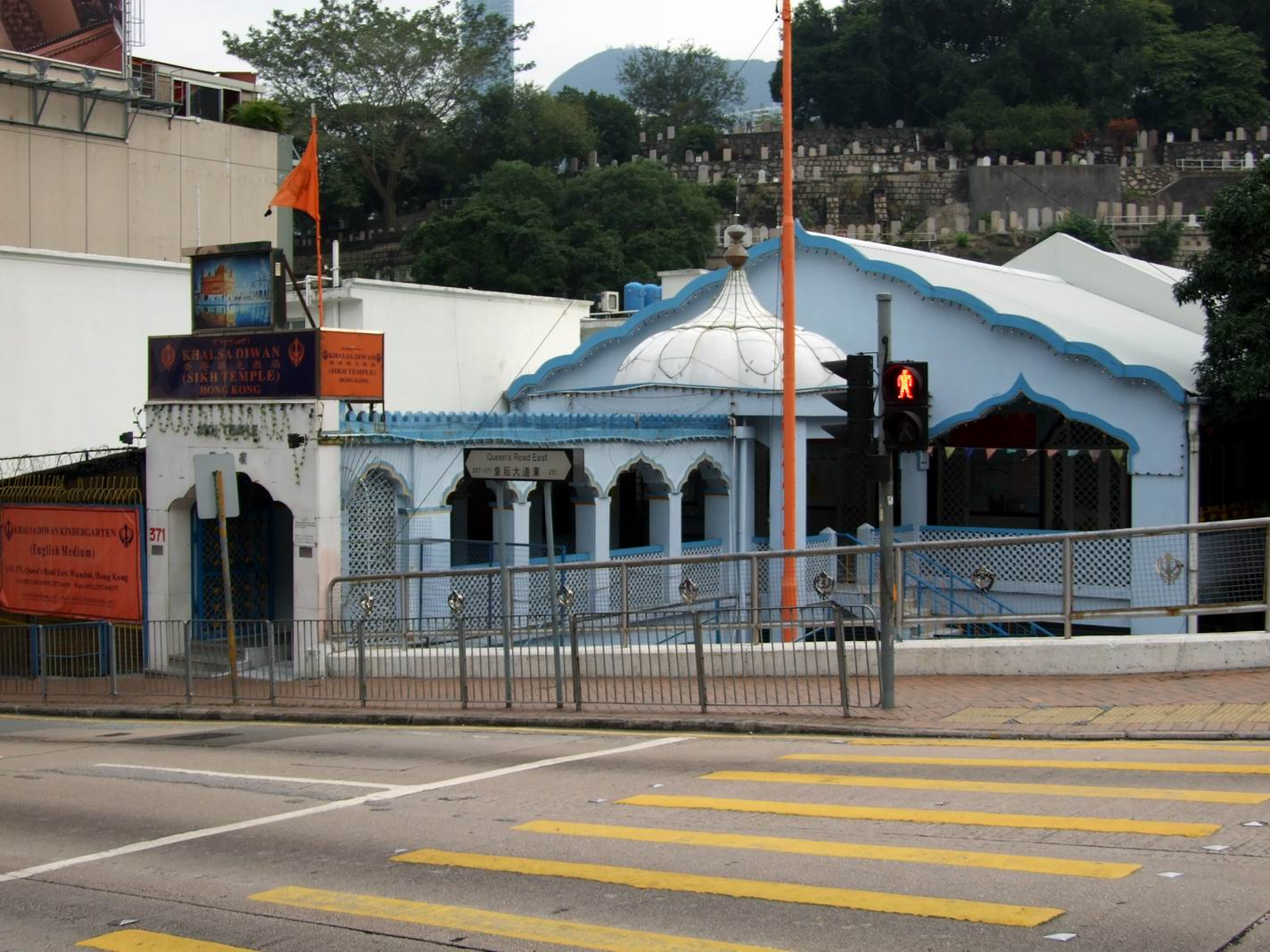
2007年灣仔錫克教廟，大部分範圍已在2018年9月拆卸重建

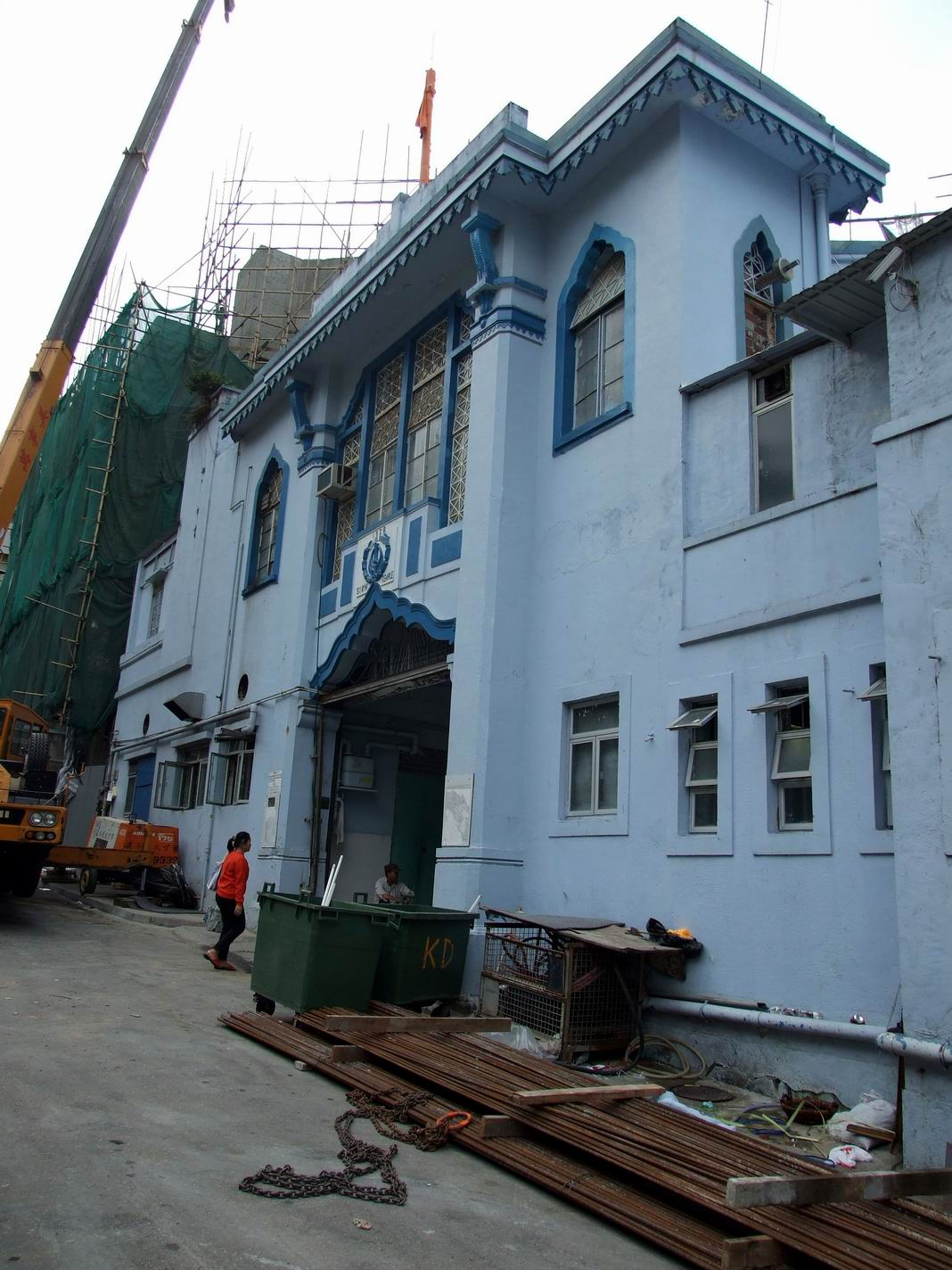
錫克教廟厚德里入口

灣仔錫克教廟（英語：Khalsa Diwan Sikh Temple）是香港的錫克教廟宇，位於香港島灣仔，司徒拔道和皇后大道東交界，現已被列為香港二級歷史建築。灣仔錫克教廟始建於1901年，樓高兩層，頂部呈拱形後來於1938年加建一座二層高的建築物；2022年，湾仔锡克教庙完成改扩建。

## 宗教活動
錫克教廟是香港約8,000多名的錫克教徒的宗教及社會活動的中心，廟內設有圖書館，辦有一所幼兒學校為4至6歲的印度籍兒童提供學前教育。錫克教以為家庭、信仰及人類服務為信仰中心，錫克教廟可容200人食宿，任何信仰的旅客均可免費用餐和作短暫居留。錫克教廟在平日的早、晚及星期日的上午均設有崇拜聚會，星期日上午參與崇拜聚會的人數約有1,000人。

## 重建
2018年10月，屋宇署公佈8月的月報顯示，廟宇已獲批拆卸工程同意書，將重建為樓高四層的廟宇，非住用樓面面積涉及8.3萬平方呎。大部分範圍已拆卸重建。
2022年11月8日，灣仔錫克教廟在重建後舉行開幕禮。特首李家超當天到場主持儀式並致辭。錫克教廟主席尼马尔·辛格（Nirmal Singh）表示，除了宗教用途外，新廟宇亦將用作一座社區中心，其可用面積共76,000平方英呎，可為新來港有需要人士最多免費提供15天住宿，社區廚房則每周免費提供5,000份餐點。

## 圖片

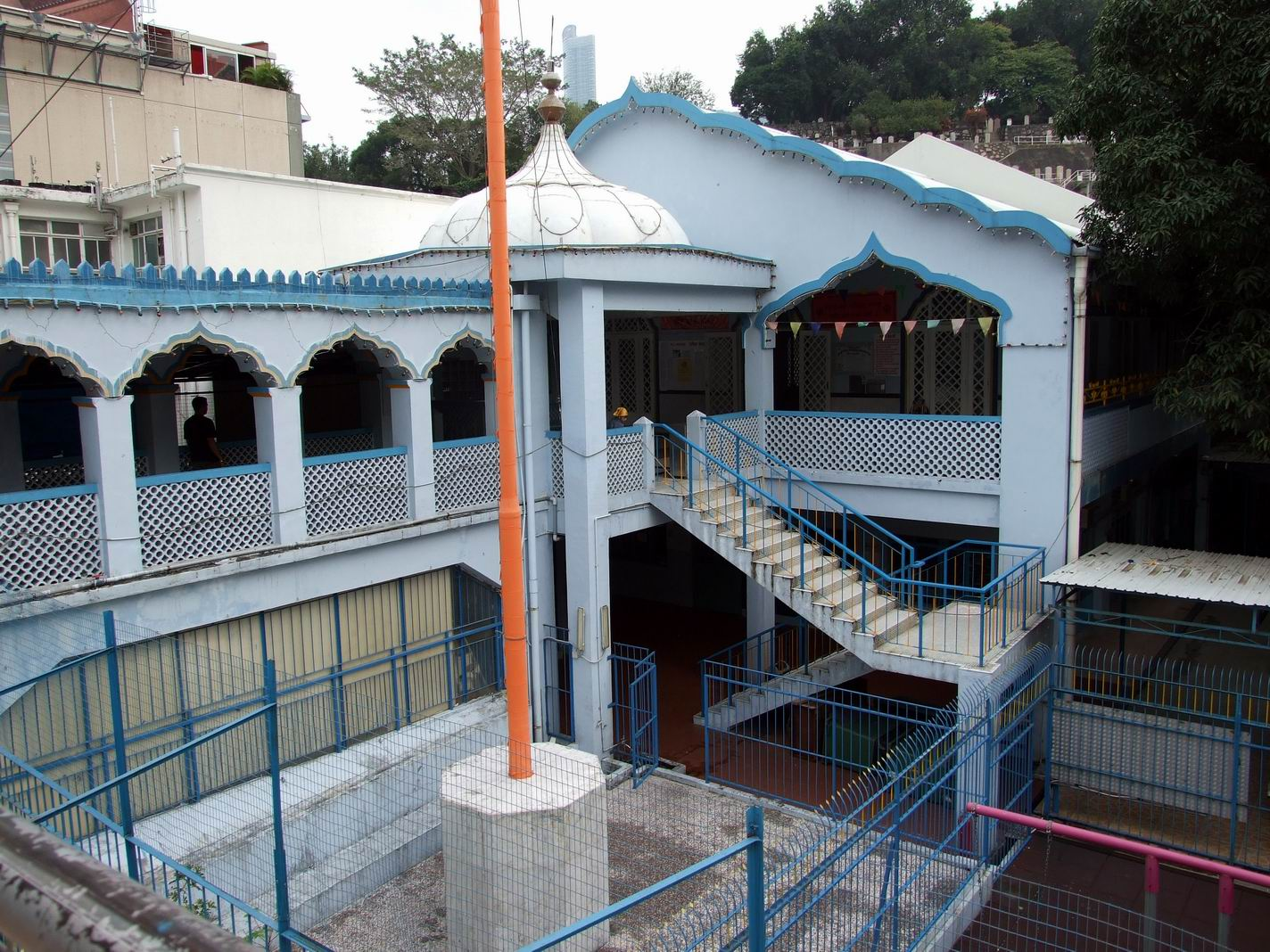
錫克教廟內部
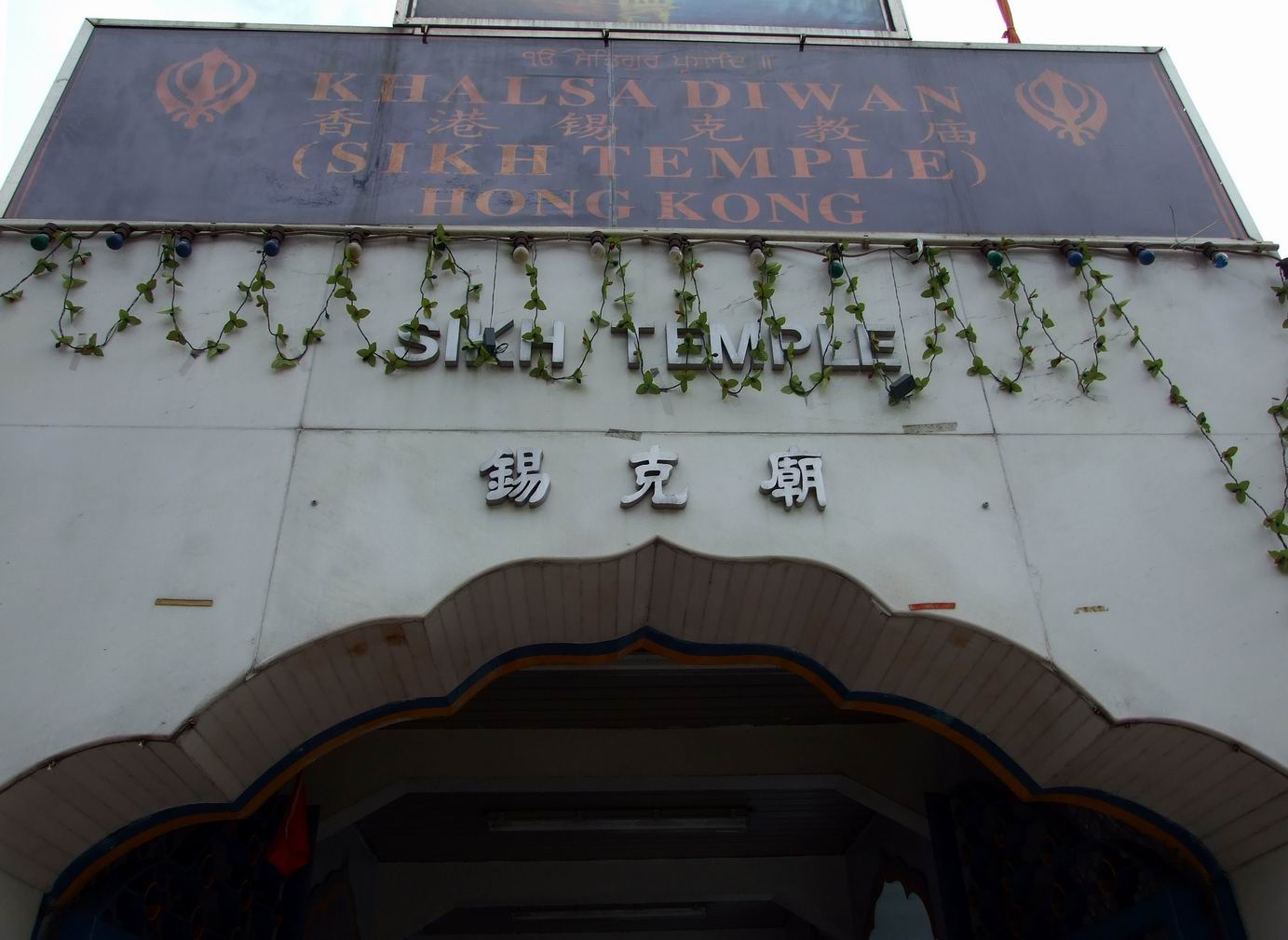
皇后大道東入口
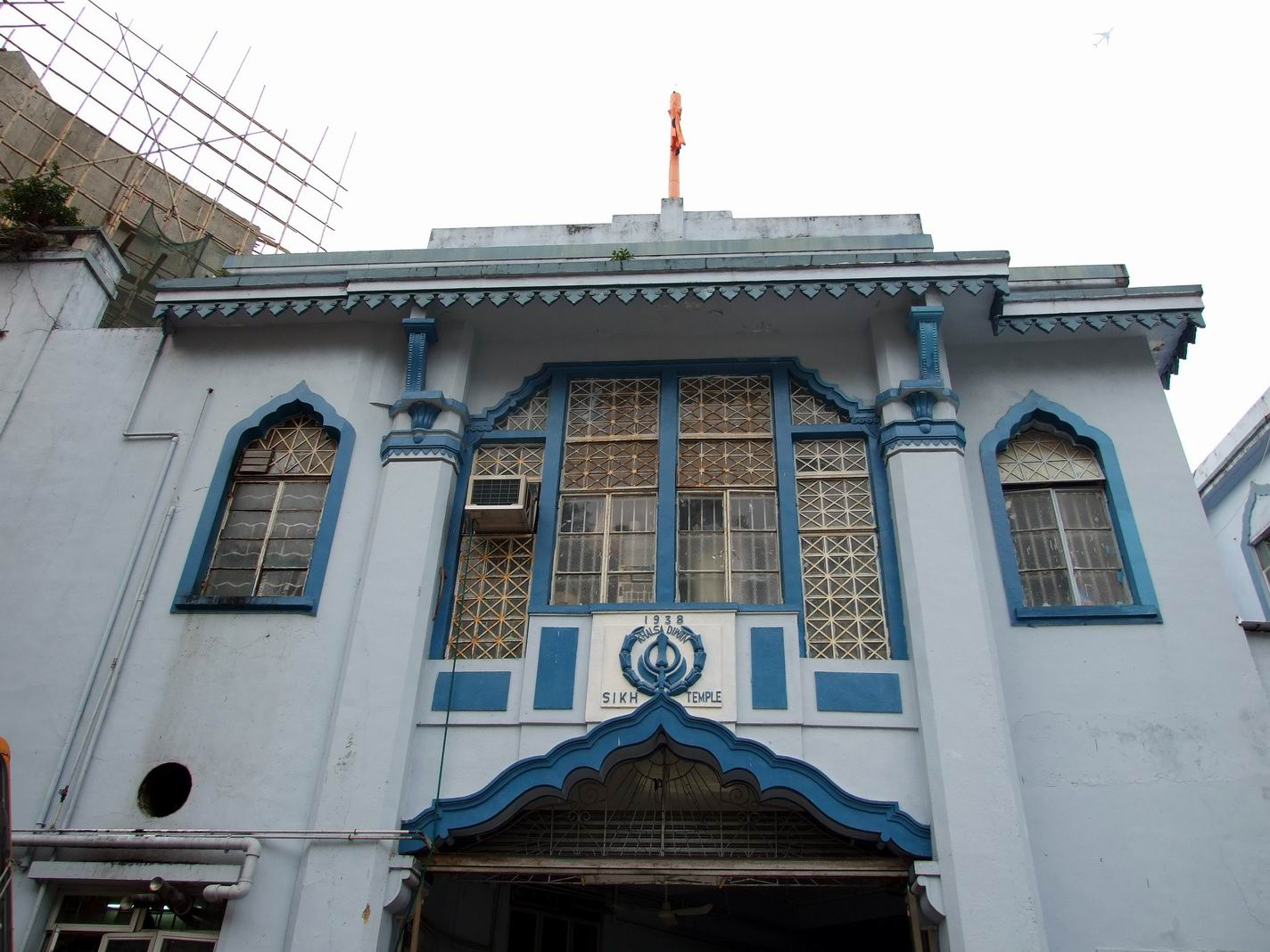
於1938年加建部份